# Hit the Stage
Hit the Stage (hangul= 힛 더 스테이지), es un espectáculo de variedades de Corea del Sur transmitido del 27 de julio del 2016 al 28 de septiembre del 2016 por medio de los cadenas Mnet y tvN. El programa fue presentado por Jun Hyun-moo y Lee Soo-geun.

## Formato
El programa sigue a famosos ídolos del K-pop quienes se unen a equipos de bailarines profesionales y juntos compiten en un concurso de baile.

## Miembros[2]

### Concursantes
| Artista        | Grupo                        | Compañero/a de Baile                | N.º de episodios | Duración |
| -------------- | ---------------------------- | ----------------------------------- | ---------------- | -------- |
| Bora           | Miembro de Sistar            | Honey J (de PURPLOW GIRLS) / Nislon | 1 - 2, 5 - 8     | 2016     |
| Feeldog        | Miembro de Big Star          | Cube Sound                          | 3 - 8            | 2016     |
| Hoya           | Miembro de Infinite          | -                                   | 1 - 4            | 2016     |
| Taemin         | Miembro de SHINee            | Koharu Sugawara                     | 1 - 2            | 2016     |
| Shownu         | Miembro de Monsta X          | Kim Sang-jin (de Animation Crew)    | 1 - 2, 5 - 8, 10 | 2016     |
| Momo           | Miembro de TWICE             | Hong Hoon-pyo (de JYP)              | 1 - 4            | 2016     |
| Yugyeom        | Miembro de GOT7              | -                                   | 9 - 10           | 2016     |
| Bit-to         | Miembro de UP10TION          | -                                   | 9                | 2016     |
| Min            | Miembro de Miss A            | -                                   | 9                | 2016     |
| Changjo        | Miembro de Teen Top          | -                                   | 9                | 2016     |
| Nicole Jung    | Miembro de KARA              | -                                   | 7 - 8            | 2016     |
| Rocky          | Exmiembro de ASTRO           | D.Q.                                | 5 - 6            | 2016     |
| Kim Chung-ha   | Miembro de I.O.I             | -                                   | 3 - 4, 10        | 2016     |
| Jang Hyunseung | ex-Miembro de Beast          | SK!LL2FAM                           | 3 - 8            | 2016     |
| Ten            | Miembro de NCT               | Lee Il-hyung (de PREPIX)            | 1 - 6, 9 - 10    | 2016     |
| U-Kwon         | Miembro de Block B           | Hong Jae-min (de B.B TRIPPIN)       | 1 - 4, 7 - 8, 10 | 2016     |
| Hyoyeon        | Miembro de Girls' Generation | Honey J&Stagger & K-man             | 1 - 6, 9 - 10    | 2016     |
| Seyong         | Miembro de MYNAME            | -                                   | 7 - 8            | 2016     |
| Stephanie      | Exmiembro de The Grace       | Blacktoe Crew                       | 5 - 6            | 2016     |
| Mijoo          | Miembro de Lovelyz           | -                                   | 7 - 8            | 2016     |
| Eunjin         | Miembro de DIA               | -                                   | 9                | 2016     |
| Chaeyeon       | Miembro de DIA               | -                                   | 9                | 2016     |

### Panel
| Artistas        | N.º de episodios | Duración |
| --------------- | ---------------- | -------- |
| Hwang Kwanghee  | 1 - 10           | 2016     |
| Kim Jae-duck    | 1 - 10           | 2016     |
| Park Joon-hyung | 1 - 10           | 2016     |
| Moon Hee-joon   | 1 - 10           | 2016     |
| Park Na-rae     | 1 - 10           | 2016     |
| Bae Yoon-jun    | 1 - 10           | 2016     |
| Gu Joon-yeop    | 1 - 10           | 2016     |
| Jay Black       | 1 - 10           | 2016     |

### Artistas invitados
| Grupos                  | N.º de episodios | Duración |
| ----------------------- | ---------------- | -------- |
| TWICE                   | 1                | 2016     |
| PREPIX                  | 1                | 2016     |
| JYP                     | 1                | 2016     |
| D.Q                     | 1                | 2016     |
| B.B TRIPPIN             | 1                | 2016     |
| AVENGERS                | 1                | 2016     |
| PURPLOW GIRLS           | 1                | 2016     |
| J. Black ft. Blank Crew | 1                | 2016     |

## Episodios
El programa contó con 10 episodios, los cuales fueron transmitidos cada miércoles a las 11:00pm (KST) por la Mnet y tvN.
Cada semana los episodios tenían un concepto, el cual los ídolos juntos a sus compañeros de baile debían de interpretar:

### Conceptos
| Tema            | Episodios | Notas                                                                                          |
| --------------- | --------- | ---------------------------------------------------------------------------------------------- |
| Devil's         | 1 - 2     | (durante el episodio Taemin resultó ganador durante las competencias obteniendo 189 puntos.)   |
| This Love       | 3 - 4     | (durante el episodio Hoya resultó ganador durante las competencias obteniendo 161 puntos.)     |
| Uniform's       | 5 - 6     | (durante el episodio Ten resultó ganador durante las competencias obteniendo 159 puntos.)      |
| Crazy Match     | 7 - 8     | (durante el episodio U-Kwon resultó ganador durante las competencias obteniendo 170 puntos.)   |
| The Fight Match | 9         | (durante el episodio Hyoyeon resultó ganadora durante las competencias obteniendo 162 puntos.) |
| Final           | 10        | (durante el episodio Yugyeom resultó ganador durante las competencias obteniendo 163 puntos)   |

## Producción
El programa fue presentado por Jun Hyun-moo y Lee Soo-geun.
Fue filmado en "CJ E&M Center" en Corea del Sur.
El programa fue distribuido por el canal Mnet y por tvN.